# Hypsypops rubicundus
Hypsypops rubicundus, tên thông thường là cá thia Garibaldi, là loài cá biển duy nhất thuộc chi Hypsypops trong họ Cá thia. Loài này được mô tả lần đầu tiên vào năm 1854.

## Từ nguyên
Từ định danh của chi được ghép bởi hai từ trong tiếng Hy Lạp cổ đại: hypso ("cao") và ops ("mắt"), hàm ý đề cập đến mắt nằm ở vị trí cao trên đầu.
Từ định danh của loài, rubicundus, trong tiếng Latinh có nghĩa là "đỏ ửng", hàm ý đề cập đến tông màu đỏ cam nổi bật trên cơ thể của chúng.

## Phạm vi phân bố và môi trường sống
H. rubicundus là một loài bản địa của vùng biển Đông Bắc Thái Bình Dương. Loài này có phạm vi trải dài từ vùng biển phía bắc bang California (Hoa Kỳ) đến cực nam của bán đảo Baja California và phía tây nam vịnh California, bao gồm đảo Guadalupe và Rocas Alijos ngoài khơi; loài này cũng được ghi nhận tại quần đảo Marías (México), nhưng đây có thể là những cá thể lang thang.
Loài này sống trên nền ở đáy đá ở những vùng nước trong, thường là gần các khe đá và các hang nhỏ, nhưng đôi khi cũng được bắt gặp trong các rừng tảo bẹ ở độ sâu đến ít nhất là 30 m.

## Mô tả
H. rubicundus có chiều dài cơ thể tối đa được ghi nhận là trên 30 cm, và tuổi thọ tối đa được biết đến của loài này là 20 năm tuổi. Cá đực và cá cái trưởng thành có màu cam tươi trên toàn bộ cơ thể và các vây. Tất cả các vây của chúng đều có viền màu xanh lam mờ ở rìa. Cá con đang lớn có màu cam ửng đỏ (sẫm hơn so với cá trưởng thành), lốm đốm các vệt màu xanh lam óng và sẽ tiêu biến khi trưởng thành.
Số gai ở vây lưng: 12; Số tia vây ở vây lưng: 16–17; Số gai ở vây hậu môn: 2; Số tia vây ở vây hậu môn: 13–14; Số tia vây ở vây ngực: 21–23.

## Sinh thái

### Thức ăn
Thức ăn của H. rubicundus chủ yếu là các loài thủy sinh không xương sống như động vật hình rêu và giun nhiều tơ, nhưng cũng ăn cả tảo và bọt biển. Chế độ ăn bọt biển được cho là góp phần làm cho loài này trở nên sáng màu hơn.

### Sinh sản
Mùa sinh sản diễn ra vào tháng 4 và kéo dài đến tháng 10. Như những loài cá thia biển khác, cá đực xây tổ và chăm sóc trứng. Vào khoảng tháng 3, cá đực sẽ loại bỏ một số loài tảo nhất định trong khu vực để tảo đỏ có thể phát triển, là khu vực mà cá cái đẻ trứng lên đó.
Đến thời điểm sinh sản, cá cái sẽ rời lãnh thổ của chúng với các vây dựng đứng. Đây là hành vi để cá đực có thể nhận diện ra cá cái, nếu không, cá cái sẽ bị cá đực từ chối, thậm chí là bị cá đực xua đuổi. Sau khi bơi vào tổ của cá đực, cá cái bắt đầu đẻ trứng bằng cách cọ xát phần bụng vào lớp tảo trong tổ.
Tuy nhiên, cá cái dù đã bơi vào tổ của cá đực nhưng vẫn có thể không đẻ trứng, được xem là một sự từ chối của cá cái đối với cá đực. Trong vài trường hợp, nếu tổ của cá đực đã có trứng của những con cá cái trước đó, cá đực sẽ xua đuổi con cá cái đến sau, và cá cái thậm chí có thể cắn xé trứng trong tổ của cá đực.
Trong quá trình tán tỉnh, và cả khi bị quấy rầy, H. rubicundus có thể tạo ra một âm thanh lớn mà những thợ lặn cũng có thể nghe thấy được. Tần số mà loài này có thể phát ra được ghi nhận trong khoảng 75–100·Hz.

## Thương mại
H. rubicundus khá phổ biến ở vùng bờ biển Nam California. Mặc dù không nằm trong danh sách các loài có nguy cơ bị tuyệt chủng, nhưng nhiều lo ngại cho rằng, việc đánh bắt nhằm mục đích thương mại của ngành công nghiệp cá cảnh nước mặn đã làm suy giảm số lượng của chúng tại vùng biển này.
Vào năm 1995, Cơ quan lập pháp bang California đã ra lệnh cấm đánh bắt H. rubicundus vì mục đích thương mại. H. rubicundus được công nhận là loài cá biển biểu tượng của bang California, bên cạnh các loài như gấu xám California và chim cút California.

### Trích dẫn
- Paul C. Sikkel (1988). “Factors Influencing Spawning Site Choice by Female Garibaldi, Hypsypops rubicundus (Pisces: Pomacentridae)” (PDF). Copeia. 1988 (3): 710–718.